# 9148 Борисзайцев
9148 Борисзайцев (9148 Boriszaitsev) — астероїд головного поясу, відкритий 13 березня 1977 року.
Тіссеранів параметр щодо Юпітера — 3,619.